# Ziemomysł
Ziemomysł - Ziemomysł inowrocławski en polonès - (c. 1245 - octubre/24 de desembre del 1287), era un príncep polonès, membre de la Casa de Piast, duc d'Inowrocław durant 1267-71 i 1278-87, i governant sobre Bydgoszcz durant els períodes 1267-69 i 1278-87.

## Família
Ziemomysł fou el segon fill de Casimir I de Masòvia i la seva segona muller Constança de Breslau, filla d'Enric II el Pietós. Probablement el 1268 Ziemomysł es casà amb Salomea, filla del Duc de PomeraniaSambor II. Van tenir sis fills:
- Eufèmia (albada, 3 de març del 1268/78).
- Fenenna (ca. 1268/77 – 1295) casada amb Andreu III d'Hongria.
- Constança (1268/80 – 8 d'agost del 1331), monja.[3]
- Leszek (1275/76 – després del 27 d'abril del 1339).
- Premislau (ca. 1278 – novembre del 1338/16 de febrer del 1339).
- Casimir III de Gniewkowo (1280/84 – 22 d'agost del 1345/13 de maig del 1350).

## Joventut
El 1257 la seva mare morí, i el seu pare aviat es casà pel tercer cop amb Eufrosina, filla de Casimir I d'Opole. la madrastra de Ziemomysł aviat va causar conflictes en la família amb els seus intents d'obtenir beneficis territorials pels seus propis fills (el més gran seria el rei Ladislau I de Polònia) en detriment de Ziemomysł i el seu germà Leszek el Negre; algunes cròniques fins i tot acusat Eufrosina d'intentar enverinar ambdós fillastres.

## Regnat
Després de la mort del seu pare el 1267, Ziemomysł va heretar el districte d'Inowrocław. A principis del seu regnat al petit principat, va dirigir la invasió de les forces considerables del rei de Bohèmia Ottokar II, qui endegà una Croada en contra Lituània. Fou probablement en aquest punt que Ziemomysł va establir contactes propers amb l'Orde Teutònic i Sambor II, Duc de Pomerèlia, aliances que aviat li dugueren seriosos problemes: la revolta dels seus propis súbdits.
El conflicte emergí clarament després que Sambor II (el seu sogre des del 1268) va prestar a Ziemomysł alguns cavallers alemanys. Aquesta preferència a estrangeres va desagradar els cavallers locals, i va causar un conflicte armat dirigit pel bisbe de Cuiàvia, Wolimir, el 1269. Els rebels van cridar el reconegut anti-alemany Boleslau el Pietós per a que els ajudés. Boleslau prengué Radziejów, Kruszwica i el castell a Bydgoszcz. Només per la ràpida acció de Ziemomysł i la concessió d'altres privilegis al bisbe Wolimir li va permetre a recuperar el control provisional de les seves terres.
El 1271 Ziemomysł s'implicà en el afers de Pomerèlia, on va donar suport al seu sogre Sambor II contra Mestwin II. Aquesta decisió va provocar una altra invasió de Boleslau el Pietós, el qual va combinar amb una altra revolta dels seus súbdits forçaren la fugida de Ziemomysł. Ziemomysł només pogué recuperar les seves terres el 1278 arran d'un acord entre Boleslau el Pietós i Leszek el Negre a Ląd, on Leszek va retornar Inowrocław al seu germà només després de prometre allunyar els seus consellers alemanys. Malgrat el final del conflicte Boleslau el Pietós va mantenir Radziejów i Kruszwica.
La normalització completa del regnat de Ziemomysł dos anys més tard hi hagué el Congrés de Rzepka, on després d'un acord amb Mestwin II, s'estipulà que després que la seva mort la castellania de Wyszogród havia de tornar a Inowrocław. El trencament final amb la seva política pro-alemanya fou el 1284, quan Ziemomysł va donar suport el seu germà Leszek en una guerra contra l'orde Teutònic. Els detalls d'aquest conflicte són desconeguts. Ziemomysł També va començar a donar privilegis de ciutat als seus súbdits, dotant-los a Gniewkowo.
Ziemomysł morí entre l'octubre i el 24 de desembre del 1287. Es desconeix on va ser enterrat, tot i que s'assumeix que fou a la capital del ducat, Inowrocław.
Com que els seus fills eren menors al moment de morir, la seva vídua i el seu germanastre Ladislau I es feu càrrec de la regència.